# Maggia (comics)
Pour les articles homonymes, voir Maggia.
La Maggia est une organisation criminelle fictive, créée par Marvel Comics en 1965. Afin d'éviter l'emploi ostensible du terme « Mafia », le terme de « Maggia  » (g étant la lettre suivant f de l'alphabet latin) a été retenu par le comité éditorial.
Originaire d'Italie, l'organisation s'étendit rapidement dans les pays d'Europe de l'Ouest et aux États-Unis, vers les années 1890.
Son domaine de prédilection était la contrebande, en particulier de l'alcool, lors de la Prohibition.
Elle contrôlait aussi des casinos à Atlantic City et Las Vegas, et avait de l'influence sur la politique locale.
Ces dernières années, la Maggia a investi ses gains dans de solides et honnêtes corporations.
La Maggia est une organisation dure, qui n'hésite pas à punir de mort ses ennemis et les traîtres.
Elle est constituée de plusieurs branches, ou familles, la plupart étant basées à NYC.

## Les 'familles' de la Maggia
On distingue 
- la famille Silvermane, dirigée par Silvio Manfredi, et fortement ancrée dans la vente de drogues. Silvio a un fils, Joseph (Blackwing) mais le successeur a un sérieux rival : Caesar Cicero.

- la famille Hammerhead impliquée dans de nombreuses guerres de gang. À sa tête se trouve le criminel Hammerhead. Cette branche traditionaliste est spécialisée dans l'utilisation de technologie de pointe.

- la famille Néfaria, dominée par le Comte Nefaria et sa fille Whitney Frost. Cette famille a souvent eu recours à des super-criminels.

Le Caïd a tenté plusieurs fois d'unir les différentes factions sous sa botte.